# Electrona antarctica
Electrona antarctica är en fiskart som först beskrevs av Günther 1878.  Electrona antarctica ingår i släktet Electrona och familjen prickfiskar. Inga underarter finns listade i Catalogue of Life.
Arten förekommer i Antarktiska oceanen och i angränsande hav mellan 45°S och 78°S. Norra delen av utbredningsområdet nås bara av vuxna exemplar. I sällsynta fall hittas en individ vid södra Sydafrika eller vid Tasmanien. Electrona antarctica registrerades mellan en och 1 010 meter under havsytan. De flesta exemplar dyker inte djupare än 100 meter.
Honor blir könsmogna efter 2 till 3 år vid en genomsnittlig längd av 7,4 cm. Arten kan bli 11,5 cm lång och leva fyra år. Som flera andra prickfiskar innehåller Electrona antarctica vaxliknande ämnen och den är därför olämplig som matfisk. Arten är inte sällsynt och den listas av IUCN som livskraftig (LC).